# Oktober 2014
| Oktober 2014 |
| Månader under 2014: Januari · Februari · Mars · April · Maj · Juni · Juli · Augusti · September · Oktober · November · December ← December 2013 · Januari 2015 → |

## Händelser

### 2 oktober

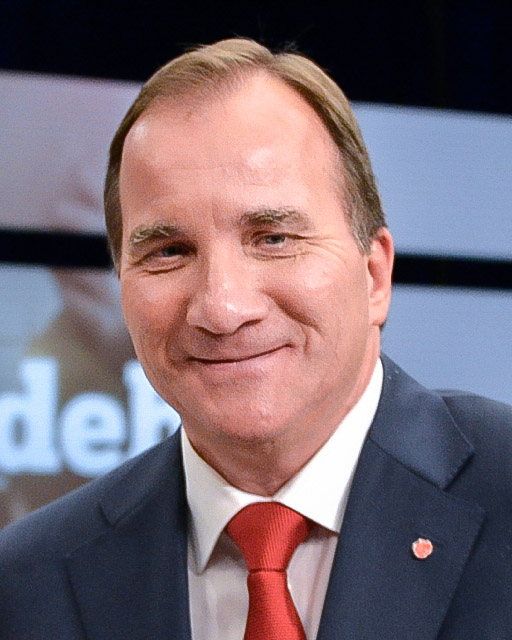
Stefan Löfven efter slutdebatten i SVT (september 2014).

- Stefan Löfven blir vald till Sveriges statsminister.

### 3 oktober
- Sveriges nya statsminister Stefan Löfven och hans regering tillträder. Regeringen Löfven I blir Sveriges första koalitionsregering bestående av socialdemokrater och miljöpartister.
- 9 FN-soldater dödas när deras hjälpkonvoj attackeras av beväpnade män mellan orterna Menaka och Ansongo i den nordöstra delen av Mali[1].

### 4 oktober
- En 36-årig svensk kvinna föder ett barn efter att ha genomgått en livmodertransplantation. Det är första gången i världen det sker[2].

### 5 oktober
- Vid Japans Grand Prix 2014 skadas den franske formel-1-föraren Jules Bianchi allvarligt.
- Parlamentsval hölls i Bulgarien[3].

### 6 oktober
- John O'Keefe, May-Britt Moser och Edvard Moser tilldelas Nobelpriset i fysiologi eller medicin för sina upptäckter av celler som utgör ett positioneringssystem i hjärnan.

### 7 oktober
- Inbördeskriget i Syrien: ISIL anfaller den strategiskt viktiga staden Kobane[4].
- Isamu Akasaki, Hiroshi Amano och Shuji Nakamura tilldelas Nobelpriset i fysik för uppfinningen av effektiva blå lysdioder vilka möjliggjort ljusstarka och energisnåla vita ljuskällor.

### 8 oktober

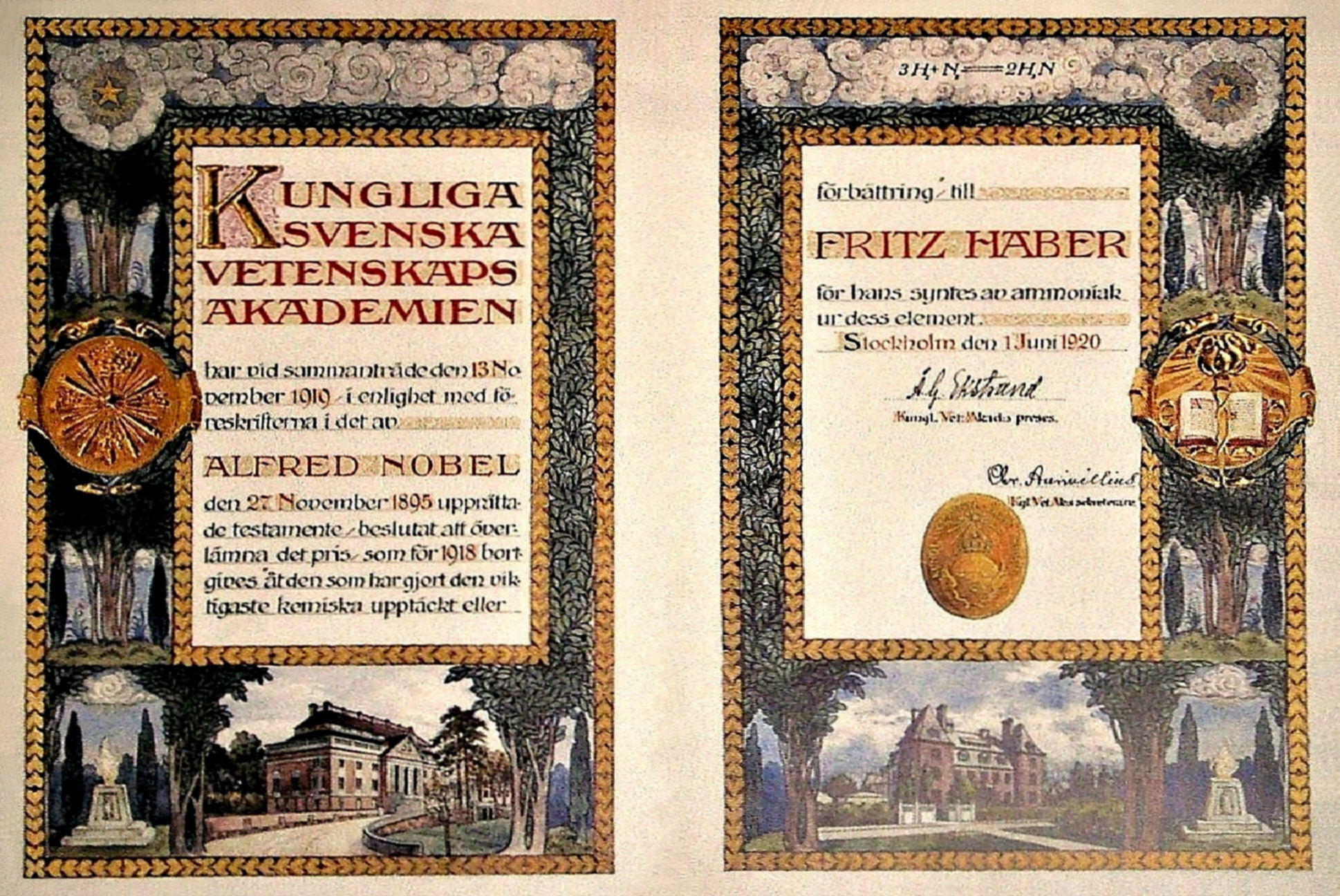
Diplom från 1918, vilket Fritz Haber erhöll.

- Eric Betzig, Stefan Hell och William E. Moerner tilldelas Nobelpriset i kemi för utveckling av superupplöst fluorescensmikroskopi.
- Gruvbolaget Northland, som driver en järnmalmsgruva utanför Pajala, stoppar all verksamhet[5].

### 9 oktober
- Petter Northug döms till 50 dagars fängelse för rattfylleri och andra brott.
- Patrick Modiano tilldelas Nobelpriset i litteratur för den minneskonst varmed han frammanat de ogripbaraste levnadsöden och avtäckt ockupationsårens livsvärld.
- Estlands parlament säger ja till samkönat äktenskap. Estland blir det första land från forna Sovjetunionen att godkänna det[6].

### 10 oktober
- Danmark ombildar sin regering.
- Malala Yousafzai och Kailash Satyarthi tilldelas Nobels fredspris för sitt arbete mot förtryck av barn och unga människor och för rätten till utbildning för alla barn.[7]

### 11 oktober
- En ny motorvägsträcka mellan Västerås och Sagån invigs[8].

### 12 oktober
- President och Parlamentsval hölls i Bosnien och Hercegovina[9].
- Evo Morales blir omvald för tredje gången till Bolivias president.

### 13 oktober
- Jean Tirole tilldelas Sveriges Riksbanks pris i ekonomisk vetenskap till Alfred Nobels minne för sin analys av marknadsmakt och reglering.

### 15 oktober
- President och parlamentsval hölls i Moçambique.
- De rödgröna partierna säger ja till att lägga ner Bromma flygplats år 2022.

### 17 oktober
- En ubåtsjakt på ryska ubåtar påbörjas i Stockholms skärgård.

### 18 oktober
- 20 människor dödas i en attack utförd av ugandiska rebellgruppen ADF-Nalu i byn Byalos i Kongo-Kinshasa[10].

### 19 oktober

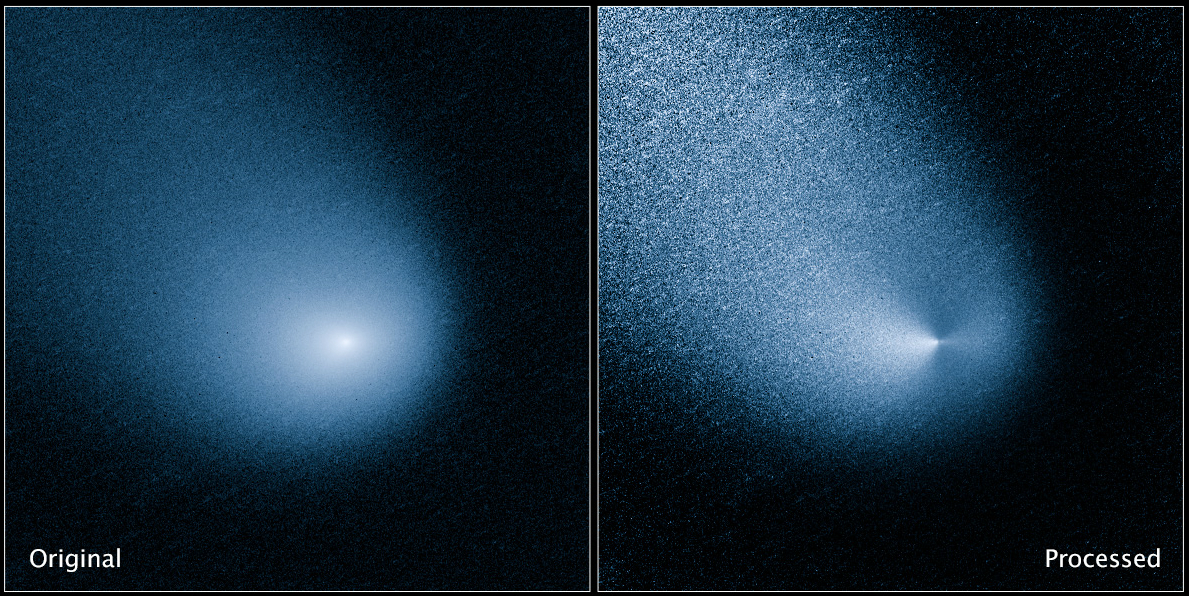
C/2013 A1 (Siding Spring) sedd av Hubble (11 mars 2014).

- Kometen C/2013 A1 (Siding Spring) gör ett mycket nära passage av Mars och observeras via ytströvare och satelliter.

### 25 oktober
- De Italienska offer för Nazitysklands härjningar i landet under Andra världskriget har rätt att kräva skadestånd från det nutida Tyskland. Då den italienska författningsdomstolen kommer fram till i en dom som väcker stora frågetecken i Tyskland.

### 26 oktober
- Parlamentsval hölls i Tunisien[11].
- Parlamentsval hölls i Ukraina[12].

### 29 oktober
- Fotbollsspelaren Klas Ingesson, 46, avlider i cancer.
- Dilma Rousseff vinner presidentvalet i Brasilien.

### 31 oktober

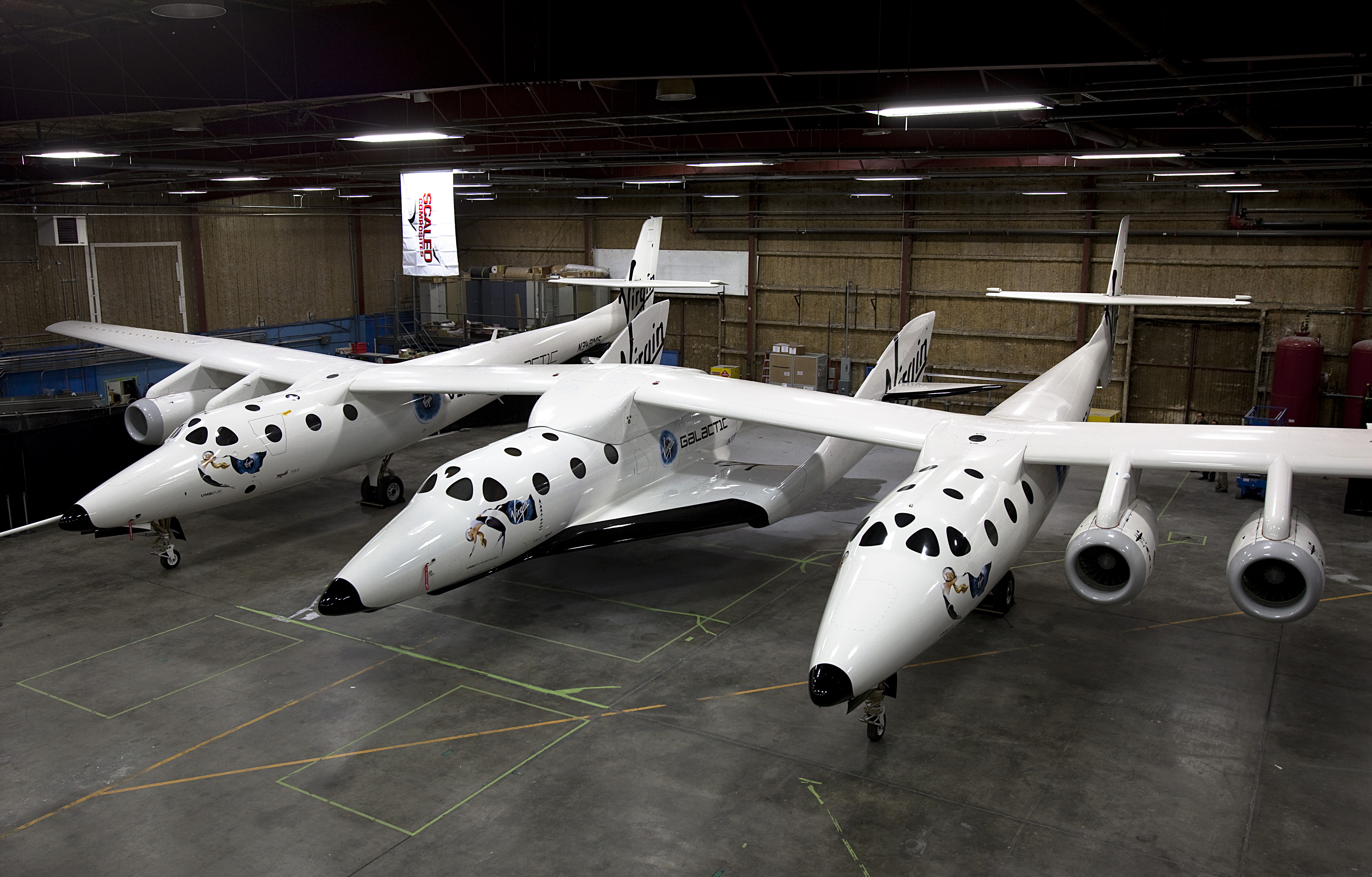
VSS Enterprise, den rymdfarkost som kraschlandade.

- En rymdfarkost av modellen SpaceShipTwo kraschlandar. En person omkommer.
- Sverige erkänner Palestina som självständig stat.